# Sibovia composita
Sibovia composita är en insektsart som beskrevs av Fowler 1900. Sibovia composita ingår i släktet Sibovia och familjen dvärgstritar. Inga underarter finns listade i Catalogue of Life.